# Dubrauke

Luftbildpanorama

Dubrauke, obersorbisch Dubrawkaⓘ, ist ein Dorf im Osten des sächsischen Landkreises Bautzen nahe der Grenze zum Landkreis Görlitz. Es zählt zur Oberlausitz und gehört seit der Gemeindereform 1994 zur Gemeinde Malschwitz. Der Ort zählt zum offiziellen sorbischen Siedlungsgebiet.
Der deutsche Ortsname leitet sich von der sorbischen Bezeichnung ab. Dubrawa ist der Eichenwald, Dubrawka ursprünglich die Bezeichnung für den aus dem Wald kommenden Bach, die sich dann auf den Ort übertrug.

## Geographie
Der Ort liegt 16 km nordöstlich von Bautzen in einer hügeligen Landschaft auf 152 m ü. NN sowie am gleichnamigen Bach Dubrauke. Er ist auf drei Seiten – Norden, Osten und Süden – von Wald umgeben. Im Westen und Südwesten erhebt sich ein Landrücken bis auf 207 m. Dessen höchster Punkt ist der Schafberg. Dahinter befindet sich der Nachbarort Baruth. Östlich von Dubrauke liegen zwei Fischteiche. Näher am Ort befindet sich der kleinere Brettmühlteich, weiter entfernt ist der Kobanteich. Im Nordosten erhebt sich die Hohe Dubrau. Dort befindet sich auch das Naturschutzgebiet Dubrauker Horken.
Dubrauke ist ein erweitertes Angerdorf in V-Form, wobei sich der alte Dorfanger im östlichen Teil befindet. Die Siedlungsstruktur entspringt der Gelängeflur. Am nordwestlichen Ortsende befindet sich ein großer Vierseithof.

## Geschichte
Der Ort wird erstmals 1472 als Dubrawca urkundlich erwähnt.
Nach dem Wiener Kongress verlief die preußisch-sächsische Landesgrenze von 1815 bis 1945 einen Kilometer östlich von Dubrauke durch den Wald. Der Nachbarort Groß Saubernitz gehörte bereits zur preußischen Provinz Schlesien. Im Jahre 1854 waren auch einige Dubrauker Einwohner unter den 558 sorbischen Auswanderern, die unter Führung von Pfarrer Jan Kilian Europa verließen und die sorbische Siedlung Serbin in Texas begründeten.
Bis zum 1. Juli 1950 war Dubrauke eine eigenständige Landgemeinde, dann wurde es zunächst nach Baruth eingemeindet und am 1. Januar 1994 nach Malschwitz umgegliedert.

## Bevölkerung
Die letzten Bevölkerungsdaten für die Gemeinde Dubrauke geben für 1946 309 Einwohner an. 1890 hatte der Ort 219 Einwohner. Seit der Wiedervereinigung hat die Einwohnerzahl leicht abgenommen.
Für seine Statistik über die sorbische Bevölkerung in der Oberlausitz ermittelte Arnošt Muka in den achtziger Jahren des 19. Jahrhunderts eine Bevölkerungszahl von 261 Einwohnern; davon waren 239 Sorben (92 %) und 22 Deutsche.

### Religion
Dubrauke ist seit dem 16. Jahrhundert nach Baruth gepfarrt. Die letzten Angaben zur Religionszugehörigkeit stammen von 1925. Damals waren 261 von 263 Einwohnern evangelisch-lutherisch (99 %).

## Wirtschaft und Infrastruktur
In der nördlichen Umgebung des Ortes befanden sich in der Vergangenheit mehrere Ziegeleien.

### Bildung
Dubrauke verfügt nicht über eigene Bildungseinrichtungen. Die nächste Grundschule befindet sich in Baruth, die nächste Oberschule in Malschwitz.

### Verkehr
Die Staatsstraße 110 (Hochkirch-Kleinsaubernitz) verläuft westlich des Ortes. Lokalstraßen verbinden Dubrauke mit Baruth (2 km) und Kleinsaubernitz (4 km). Die Waldstraße nach Weigersdorf ist für den Straßenverkehr freigegeben.